# Gerusalemme d'oro

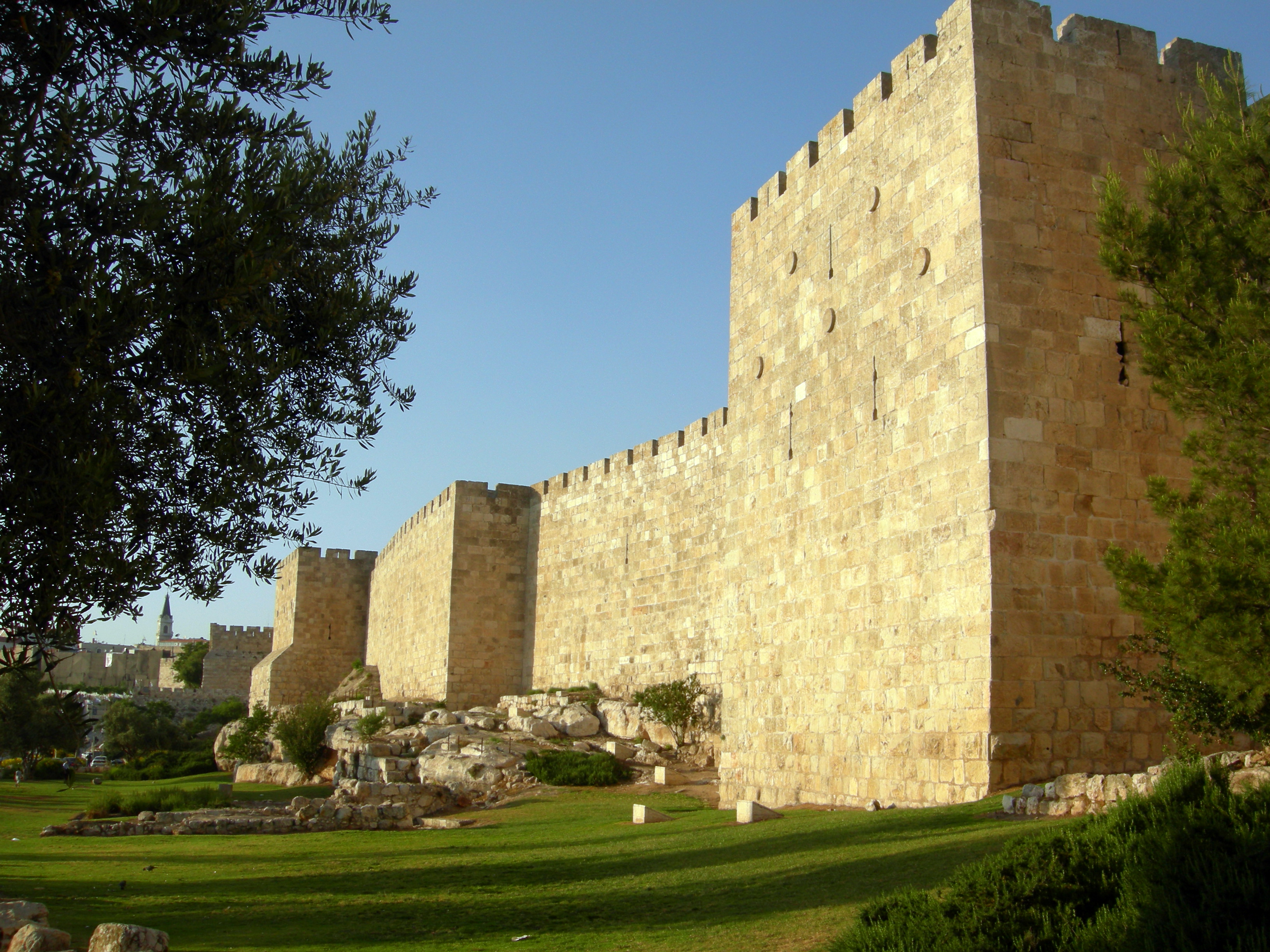
Le mura "dorate" di Gerusalemme

Gerusalemme d'oro (in ebraico ירושלים של זהב‎?, Yerushalayim shel zahav, pronuncia /jəʀuʃaˈlajim ʃɛlzaˈhav/) è una canzone popolare israeliana, scritta e musicata da Naomi Shemer ed interpretata originariamente da Shuli Natan. La canzone fu uno dei momenti di maggior successo nella carriera musicale della Shemer, e viene considerata una delle canzoni più amate tra il pubblico israeliano e tra gli ebrei del mondo. Questa canzone è anche uno dei ritornelli israeliani più famosi nel mondo, accanto ad "Halleluia" ed "Hava Nagilah".

## Testo originale e traduzione
אוויר הרים צלול כיין וריח אורנים

נישא ברוח הערביים עם קול פעמונים

ובתרדמת אילן ואבן שבוייה בחלומה

העיר אשר בדד יושבת ובליבה חומה

ירושלים של זהב ושל נחושת ושל אור

?הלא לכל שירייך אני כינור

איכה יבשו בורות המים, כיכר השוק ריקה

ואין פוקד את הר הבית בעיר העתיקה

ובמערות אשר בסלע מייללות רוחות

ואין יורד אל ים המלח בדרך יריחו

...ירושלים של זהב

אך בבואי היום לשיר לך ולך לקשור כתרים

קטונתי מצעיר בנייך ומאחרון המשוררים

כי שמך צורב את השפתיים כנשיקת שרף

אם אשכחך ירושלים אשר כולה זהב

...ירושלים של זהב

חזרנו אל בורות המים, לשוק ולכיכר

שופר קורא בהר הבית בעיר העתיקה

ובמערות אשר בסלע אלפי שמשות זורחות

נשוב נרד אל ים המלח בדרך יריחו

...ירושלים של זהב
Aria di monti limpida come vino e fragranza di pini

portata nel vento del crepuscolo, con una voce di campane,

e in un sonno di albero e di pietra, prigioniera del suo sogno,

sta la città che siede solitaria, nel cuore della quale sta un muro...
Gerusalemme d'oro, di bronzo e di luce,

forse che io non sono un violino per tutte le tue canzoni?
Come si sono seccate le cisterne d'acqua, la piazza del mercato è vuota,

non c'è nessuno che visita il Monte del Tempio nella Città Vecchia,

nelle grotte che sono nella roccia gemono i venti,

e non c'è nessuno che scenda verso il Mar Morto sulla strada di Gerico.
Gerusalemme d'oro...
Ma quando oggi vengo a cantare per te, e a intrecciare corone per te,

io sono più piccolo del più giovane dei tuoi figli e dell'ultimo dei poeti;

poiché il tuo nome brucia le labbra come il bacio di un serafino

se mi dimentico di te, Gerusalemme, che sei tutta quanta oro.
Gerusalemme d'oro...
Siamo ritornati alle cisterne d'acqua, al mercato e alla piazza,

uno shofar risuona sul Monte del Tempio, nella Città Vecchia.

e nelle grotte che ci sono nella roccia splendono mille soli:

torneremo a scendere verso il Mar Morto, sulla strada di Gerico.
Gerusalemme d'oro...

## Composizione della canzone
La canzone nacque quando Teddy Kollek, sindaco di Gerusalemme, decise di commissionare una canzone speciale su Gerusalemme in occasione del Festival di Musica Popolare del 1967, che venne organizzato a coronamento del XIX Giorno dell'Indipendenza (15 maggio) del 1967, al Centro Congressi Internazionale di Gerusalemme. Kollek si rivolse al direttore d'orchestra e compositore Gil Aldemah, uno degli organizzatori del Festival, ed attraverso di lui arrivò alla Shemer; costei, tuttavia, fu molto colpita per la grande considerazione che le avevano riservato e disse ad Aldemah di non essere in grado di comporre quando si sentiva sotto pressione. Dopo diversi anni, Aldemah ricordava: «Io le dissi: "Sai una cosa? Tu non sei obbligata, se sentirai l'ispirazione, scriverai". Ed in quel momento io sapevo che sicuramente lei avrebbe scritto». Non passò molto tempo, e Aldemah ebbe tra le mani lo spartito di "Gerusalemme d'oro".
Il titolo della canzone si ispira ad un leggendario gioiello, conosciuto come "la Gerusalemme d'oro", che - secondo il Talmud - il maestro tannaita rabbi Aqiva avrebbe regalato a sua moglie Rachel per averlo incoraggiato a studiare la Torah. Secondo altre testimonianze, sempre nell'ambito delle fonti ebraiche, si trattava di un gioiello, forse un diadema, indossato dalle donne ebree.
La canzone descrive la situazione di Gerusalemme negli anni anteriori alla guerra dei sei giorni, quando la città era tagliata in due da un muro, che separava il Regno di Giordania dallo Stato di Israele e che era conosciuto come "confine urbano". I luoghi santi del giudaismo, nella parte est della città, – il Muro Occidentale e l'antico cimitero ebraico sul Monte degli Ulivi – non erano accessibili agli ebrei. Per questa ragione Gerusalemme viene descritta come «la città che siede solitaria, nel cuore della quale sta un muro...»: con questa frase il testo rinvia anche al Libro delle Lamentazioni («Come siede solitaria la città una volta tanto popolosa!» 1,1). Anche la frase «Come si sono seccate le cisterne d'acqua» richiama i testi profetici (per esempio Ger 2,13). Questi riferimenti conferivano alla canzone un tono elegiaco.
Nel testo vi è un'influenza del canto dell'"epoca d'oro del Giudaismo sefardita" (secoli X-XI d.C.), per esempio in «Forse che io non sono un violino (od una cetra) per tutte le tue canzoni?», citazione da rabbi Yehudah haLevi, come pure la frase «Se mi dimentico di te, Gerusalemme...» (eco, a sua volta, di Sal 137,5). La melodia della canzone, dal canto suo, è basata anche sulla cantillazione del testo biblico (ta'amey hamikrà).
Inizialmente, la Shemer aveva scritto soltanto due strofe, la prima (Aria di monti limpida come vino...) e la terza (Ma nel mio venire oggi a cantare per te...); quando poi mostrò la canzone all'attrice e presentatrice Rivka Michali, e quest'ultima fece notare che mancava un vero riferimento alla Città Vecchia, la Shemer aggiunse la seconda strofa (Come si sono seccate le cisterne d'acqua...).
La canzone raccolse un ampio successo al festival, e c'è ancora oggi chi si ricorda del pubblico che la cantava con commozione: ai nostri giorni la si identifica come la canzone più ricordata del festival. Per l'esecuzione della canzone venne scelta una giovane cantante sconosciuta, di nome Shuli Natan, che la Shemer aveva scelto dopo averla sentita in una gara di giovani talenti sulla Rete Uno della Radio israeliana ed averne apprezzato la voce limpida.
Nell'anno 1998 la radio Qol Israel organizzò una hit parade delle canzoni dei cinquant'anni di vita dello Stato di Israele: in occasione del cinquantesimo anniversario dell'indipendenza di Israele si vollero radunava le cinquanta canzoni più importanti del folklore ebraico. La canzone "Gerusalemme d'oro" venne scelta dagli ascoltatori al primo posto di questa classifica.

## Background e significato politico
Tre settimane dopo l'apparizione della "prima" della canzone al festival, scoppiò la guerra dei sei giorni, nel corso della quale vennero riunificate le due parti di Gerusalemme. La canzone fu uno dei canti di battaglia dei soldati israeliani: dopo che la Shemer ebbe sentito alla radio i paracadutisti cantare la sua canzone accanto al Muro Occidentale il 7 giugno 1967, essa – che in quell'epoca si trovava nel Sinai con il coro militare – aggiunse una nuova strofa, in cui comparava la situazione prima e dopo la guerra. In confronto a: «Come si sono seccate le cisterne d'acqua» e «Non c'è nessuno che visita il Monte del Tempio», proclama: «Siamo ritornati alle cisterne d'acqua» e «Uno shofar risuona sul Monte del Tempio». Questo richiamo allo shofar che suona fa riferimento a ciò che davvero avvenne quel 7 giugno.
Nei mesi che seguirono la guerra e negli anni tra le guerre successive la canzone divenne famosa, a tal punto che nel 1968 fu proposta al Parlamento israeliano dal deputato Uri Avnery come inno nazionale ufficiale dello Stato di Israele, sostituendo così Hatikvah. Benché non si fosse arrivati a votare la proposta, da allora la canzone è il simbolo della vittoria nella guerra dei sei giorni e viene considerata un secondo inno, extra-ufficiale, di Israele.
A partire da "Gerusalemme d'oro" la Shemer divenne agli occhi di molti – se non addirittura ai suoi stessi occhi – la "cantautrice nazionale" esperta nel riflettere gli stati d'animo in Israele e nel trasmetterli con parole nelle sue canzoni. La canzone stessa venne tradotta in svariate lingue.

## Critiche
Accanto alle reazioni positive alla canzone, ci fu anche chi reagì con cinismo alla voce patriottica che in essa risuona. Uno di questi fu il cantante Meir Ariel, che per reazione compose la canzone "Gerusalemme di ferro" (in ebraico ירושלים של ברזל, Yerushalayim shel barzel), nella quale protestava per i caduti della guerra e contro le reazioni patriottiche esagerate alle critiche che apparvero dopo l'unificazione delle due parti di Gerusalemme. La canzone rappresentò e rappresenta fino ad oggi per molti un'antitesi alla canzone della Shemer. Nella canzone appare il culmine delle emozioni del poeta, che scrive:
Gerusalemme di ferro, di piombo e di oscurità,
forse che alle tue mura non abbiamo gridato "Libertà"?
Molti hanno visto in "Gerusalemme d'oro" l'espressione di una visione unilaterale, sciovinistica, dell'autrice, che avrebbe ignorato la complessità del conflitto arabo-israeliano, e praticamente non avrebbe tenuto minimamente in conto l'umanità degli arabi. Passaggi come «la piazza del mercato è vuota» erano falsi alle orecchie di chi sosteneva questa opinione, perché esseri umani sono anche gli arabi, che avevano un mercato in questa metaforica "piazza" di Gerusalemme Est tra il 1948 ed il 1967, ed il fatto che comunque utilizzassero questo luogo per il mercato era un fatto con cui bisognava pure confrontarsi. Anche lo scrittore Amos Oz si è espresso in termini simili, e ha persino chiesto se l'autrice non avrebbe scritto anche a proposito di Piccadilly Circus che era... una piazza vuota se non vi avesse trovato Ebrei.
La reazione della Shemer a una critica di questo genere fu: «Questa accusa suscita in me una rabbia tremenda. È come se un uomo avesse nostalgia della sua fidanzata e andasse dallo psicanalista, il signor Amos Oz, e questi gli dicesse: "Non si preoccupi, in questo momento la sua donna non è sola, nel suo letto"! Un mondo vuoto di ebrei, per me è un pianeta morto, ed un Israele vuoto di ebrei per me è una terra desolata e vuota».

## Presunta ispirazione a una melodia basca
Nel maggio 2005 il quotidiano Haaretz ha pubblicato la notizia secondo cui la Shemer, in una lettera a Gil Aldemah, poco prima della sua morte, ammetteva di essere stata influenzata da un'antica ninnananna del popolo basco, Pello Joxepe, composta dal poeta-cantante basco Juan Frantzisko Petriarena detto Xenpelar (1835-1869).
La ninnananna era stata cantata dal basco-valenciano Paco Ibáñez in una sua esibizione in Israele nel 1965: la Shemer ammetteva di averla sentita e di esserne stata influenzata, in maniera inconsapevole, nella scrittura della melodia di "Gerusalemme d'oro".
Per tutta la sua vita essa aveva negato aspramente le accuse di plagio; essa descriveva la presenza della melodia basca nella canzone come uno "sfortunato incidente". che le aveva causato una sofferenza d'animo tanto grande che forse era stata proprio quella ad averla condotta alla malattia.
La Shemer spiegava che anche altre cose, come persino le curve e le svolte nel percorso della strada per Gerusalemme, le erano servite come ispirazione per le parole della canzone e per la sua melodia. Lo stesso Paco Ibáñez ebbe modo di dire che di fronte a una cosa del genere la Shemer non aveva nessun motivo per sentirsi in colpa.
Uno studioso di musica popolare ebraica, Eliahu Hacohen, osserva che il collegamento tra "Gerusalemme d'oro" e la canzone basca gli era noto fin dal 1969 e ne aveva parlato in alcune conferenze che aveva tenuto in giro per Israele all'inizio degli anni settanta. Così egli illustra il messaggio che faceva passare in queste conferenze:
«Parlavo del fatto che Naomi Shemer aveva ragione: la sua canzone "Greusalemme d'oro" non è una canzone rubata; tutt'al più il tema iniziale è ispirato da una melodia che la Shemer aveva ascoltato, ma in ogni caso la canzone originale era una canzone ritmica – non come "Gerusalemme d'oro" – ed anche questa prima parte, Naomi Shemer l'ha migliorata molto. Forse i Baschi un giorno le saranno riconoscenti per il fatto che, lasciandosi ispirare da una canzone popolare abbastanza irrilevante e sconosciuta nel mondo, ella abbia creato una canzone fantastica, conosciuta dappertutto e in molte comunità entrata nel siddur della preghiera».
Quando ad Eliahu Hacohen venne fatto sapere della lettera di Naomi Shemer a Gil Aldemah, egli reagì così:
«Per quello che ne so, Naomi Shemer attribuisce all'influenza della canzone basca un peso troppo grande nella sua opera; ciò l'ha oppressa per tanti anni, e quando si è trovata nella condizione di malata inguaribile ha detto a se stessa: "Ecco, buona idea: così mi sentirò meglio con me stessa"».

## Altre versioni
Molti artisti hanno registrato la loro propria versione della canzone:
- Klaus Meine, cantante del popolare gruppo rock degli Scorpions ha registrato una cover della canzone insieme con la giovane cantante israeliana Liel Kolet;
- Anche il cantante greco Demis Roussos ha registrato una sua versione della canzone;
- La canzone ha un ruolo importante alla fine del film Schindler's List (ad eccezione della versione distribuita in Israele), in cui gli ebrei sopravvissuti lasciano il campo di sterminio e si incamminano su per la collina in direzione di una città vicina. Il pubblico israeliano inizialmente era divertito dall'uso di questa canzone, per il fatto che essa era stata scritta più di vent'anni dopo la Shoah e non aveva niente a che fare con il soggetto del film. Per questo motivo, per il pubblico israeliano essa fu sostituita con la canzone Eli Eli della cantante ebrea ungherese Hannah Szene.
- La cantante israeliana Ofra Haza, scomparsa nel 2000, interpretò una toccante versione della canzone in Pa'amonei Hayovel (Le campane del Giubileo), celebrazione del Cinquantesimo anniversario di Israele, nel 1998.
- Fu registrata anche in Italia, su richiesta della casa discografica C.B.S., in una versione italiana eseguita dalla band milanese "I Nuovi Topi"; dopo essere stata trasmessa dalla RAI per un breve periodo, fu però eliminata dal palinsesto in quanto l'Italia aveva preso posizione politica neutrale al conflitto scatenato alcuni giorni dopo.[senza fonte]